# Flávia Saraiva
Flávia Lopes Saraiva, conocida como Flávia Saraiva (Río de Janeiro, 30 de septiembre de 1999), es una destacada gimnasta brasilera.